# Blue Sky Studios
Blue Sky Studios, Inc. var en amerikansk visuella effekter och datoranimation studio baserad i Greenwich, Connecticut. Det grundades den 22 februari 1987 av Chris Wedge, Michael Ferraro, Carl Ludwig, Alison Brown, David Brown och Eugene Troubetzkoy efter deras arbetsgivare, MAGI, en av de visuella effektstudior bakom Tron, stängs av. Med hjälp av sin interna renderingsprogramvara skapade studion visuella effekter för reklam och filmer innan de ägnade sig åt animerad filmproduktion. Den producerade 13 långfilmer, den första var Ice Age, släpptes 2002 av 20th Century Fox, och den sista är Spies in Disguise, släppt 2019.

## Filmografi

### Filmer
| Titel                                      | Releasedatum     | Distributör/Samproduktion med                                 | Inspelade pengar |
| ------------------------------------------ | ---------------- | ------------------------------------------------------------- | ---------------- |
| Ice Age                                    | 15 mars 2002     | 20th Century Fox/20th Century Animation                       |                  |
| Robotar                                    | 11 mars 2005     | 20th Century Fox/20th Century Animation                       |                  |
| Ice Age 2: Istiden har aldrig varit hetare | 31 mars 2006     | 20th Century Fox/20th Century Animation                       |                  |
| Horton                                     | 14 mars 2008     | 20th Century Fox/20th Century Animation                       |                  |
| Ice Age 3: Det våras för dinosaurierna     | 1 juli 2009      | 20th Century Fox/20th Century Animation                       |                  |
| Rio                                        | 15 April 2011    | 20th Century Fox/20th Century Animation                       |                  |
| Ice Age 4: Jorden skakar loss              | 13 juli 2012     | 20th Century Fox/20th Century Animation                       |                  |
| Epic – Skogens hemliga rike                | 24 maj 2013      | 20th Century Fox/20th Century Animation                       |                  |
| Rio 2 – Prövar vingarna i Amazonas         | 11 april 2014    | 20th Century Fox/20th Century Animation                       |                  |
| Snobben: The Peanuts Movie                 | 6 november 2015  | 20th Century Fox/20th Century Animation                       |                  |
| Ice Age 5: Scratattack                     | 22 juli 2016     | 20th Century Fox/20th Century Animation                       |                  |
| Tjuren Ferdinand                           | 15 december 2017 | 20th Century Fox/20th Century Animation/Davis Entertainment   |                  |
| Spies in Disguise                          | 25 december 2019 | 20th Century Fox/20th Century Animation/Chernin Entertainment |                  |